# Liste von Sakralbauten in Neunkirchen-Seelscheid

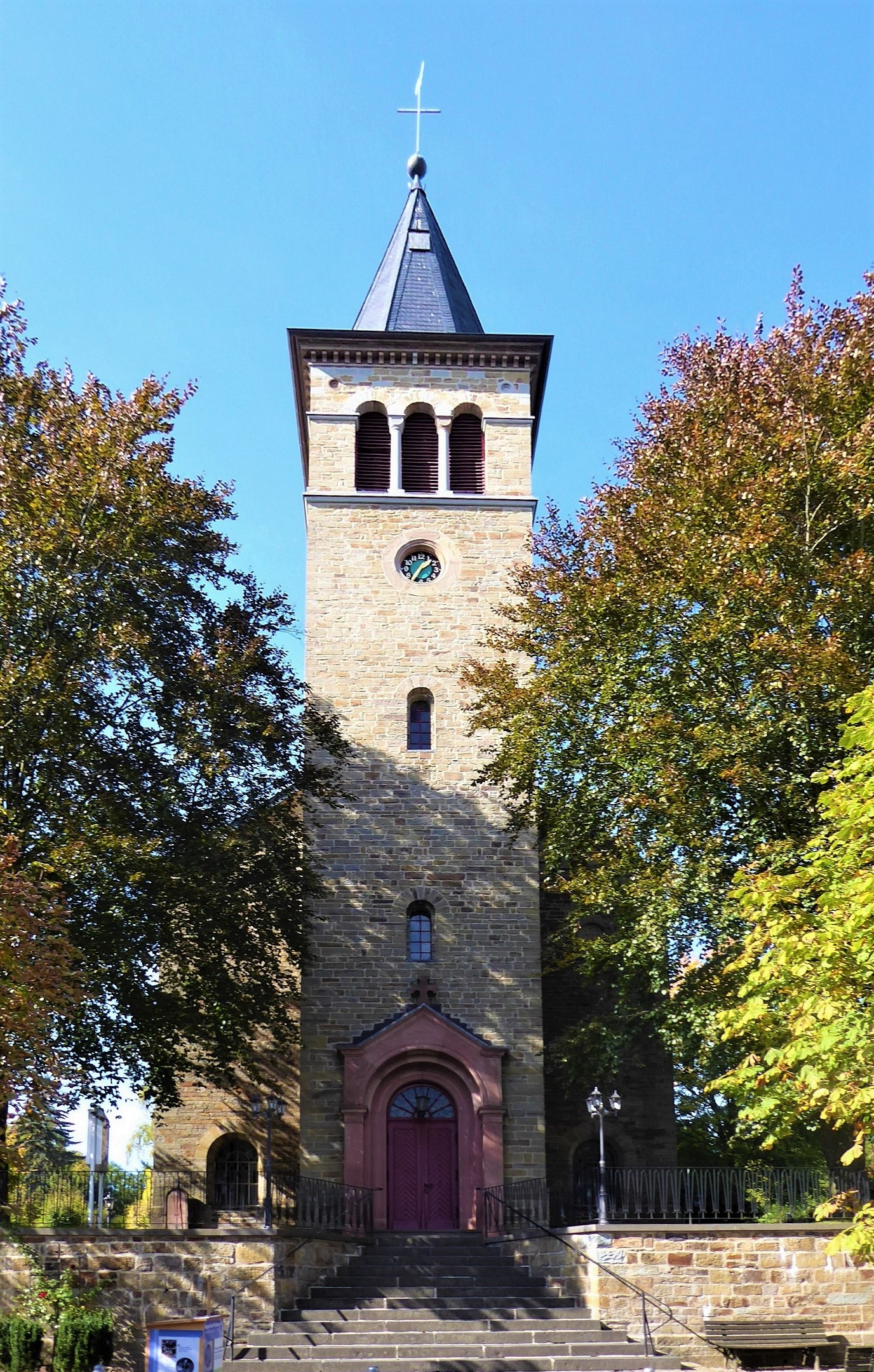
Evangelische Kirche Seelscheid, vom Pfarrer-Julius-Smend-Platz aus gesehen

Die Liste von Sakralbauten in Neunkirchen-Seelscheid nennt Kirchen in Neunkirchen-Seelscheid, Rhein-Sieg-Kreis.

## Kirchen

### Römisch-katholische Kirchen
- Sankt Georg, Seelscheid, Pastor-Franz-Steden-Platz 6
- Sankt Margareta, Neunkirchen, Pfarrer-Schaaf-Straße 16

### Evangelische Kirchen
- Evangelische Dorfkirche, Seelscheid, Pfarrer-Julius-Smend-Platz 3[1]